# Allothereua kirgisorum
Allothereua kirgisorum är en mångfotingart som beskrevs av Lignau 1929. Allothereua kirgisorum ingår i släktet Allothereua och familjen spindelfotingar.
Artens utbredningsområde är Kazakstan. Inga underarter finns listade i Catalogue of Life.